# Міністерство довкілля Японії

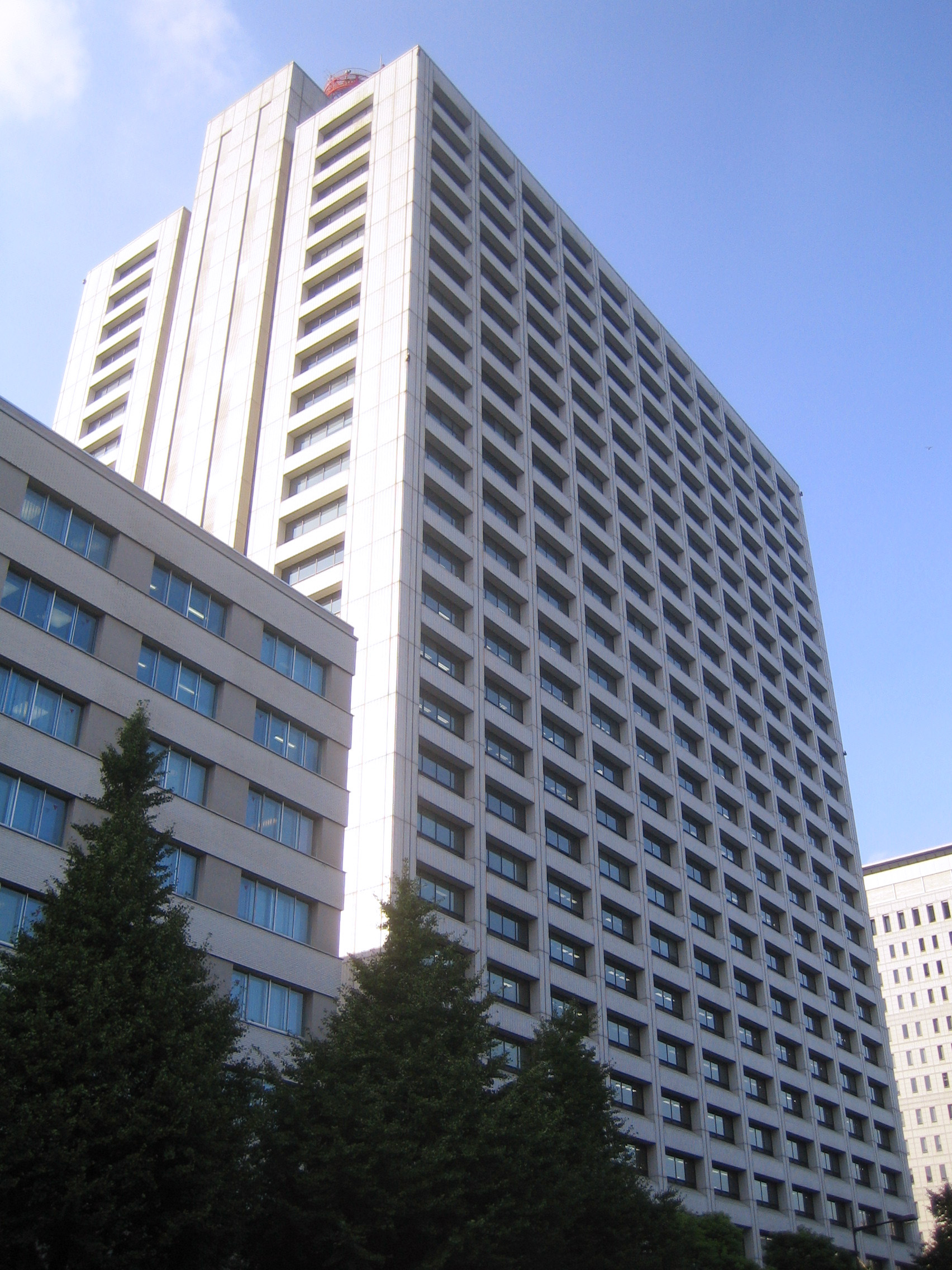
Будівля Міністерства довкілля Японії.

Міністерство довкілля (яп. 環境省, かんきょうしょう, канкьо-сьо; яп. Ministry of the Environment (MOE)) — центральний орган виконавчої влади Японії. Відповідає за політику країни в галузі охорони довкілля. Засноване 1 червня 2001 року. Міністерство довкілля Японії є наступником Управління довкілля Японії (яп. 環境庁, かんきょうちょう, канкьо-тьо; англ. Environmental Agency; 1971–2001). Організація, структура, права і обов'язки Міністерства регулюються Законом Японії про заснування Міністерства довкілля.